# Tremellodendron candicans
Tremellodendron candicans är en svampart som först beskrevs av Elias Fries, och fick sitt nu gällande namn av Donk 1958. Tremellodendron candicans ingår i släktet Tremellodendron och familjen Sebacinaceae.   Inga underarter finns listade i Catalogue of Life.